# Chris Hanson
Christopher David "Chris" Hanson (født 25. oktober 1976 i Riverdale, Georgia, USA) er en tidligere amerikansk footballspiller, der spillede i NFL som punter. Hans karriere strakte sig over 11 sæsoner, og han repræsenterede blandt andet i seks år Jacksonville Jaguars.
Hanson var en del af det New England Patriots-hold, der gik ubesejret gennem 2007-sæsonen i NFL. I Super Bowl måtte holdet dog se sig besejret af New York Giants. En enkelt gang er Hanson blevet udtaget til Pro Bowl, ligaens All Star-kamp.

## Klubber
- Green Bay Packers (1999)
- Jacksonville Jaguars (2001–2006)
- New England Patriots (2007–2009)